# Onthophagus merus
Onthophagus merus là một loài bọ cánh cứng trong họ Bọ hung (Scarabaeidae).